# Aporum uncatum
Aporum uncatum é uma espécie de orquídea epífita de hábito pendente e flores pequenas, que habita Borneu e oeste de Java, inclusive Cracatoa.